# Go-Cučimikado
Go-Cučimikado (japonsky 後土御門天皇, Go-Cučimikado-tennó, 3. července 1442 ─ 21. října 1500) byl 103. císař Japonska v souladu s tradičním pořadím posloupnosti. Vládl od 21. srpna 1464 do své smrti 21. října 1500.
Princ, jehož osobní jméno (imina) před nástupem na Chryzantémový trůn znělo Fusahito (成仁親王), byl nejstarším synem císaře Go-Hanazona. Tento panovník z 15. století byl pojmenován po císaři Cučimikadovi, který vládl ve 12. století. Výraz go- (後) se doslovně překládá jako „pozdější“. Go-Cučimikado tedy může být označován jako „pozdější císař Cučimikado“. Jelikož se japonské go v některých starších pramenech rovněž překládalo ve významu „ten druhý“, mohl by tento císař být také označován jako Cučimikado druhý či Cučimikado II.

## Události za Go-Cučimikadova života
V 36. roce své vlády císař Go-Hanazono 21. srpna 1464 abdikoval a císařem se po něm stal jeho syn, císařský princ Fusahito, který krátce nato usedl na trůn. Nedlouho poté, roku 1467 se v Japonsku rozhořela občanská válka Ónin. Během ní byly do základů vypáleny četné chrámy a svatyně a rovněž řada šlechtických sídel. Císařskému dvoru v Kjótu docházely v důsledku války peníze a dvůr začal upadat. Císař podporoval politiku zaměřenou na vznik nového státního šintoismu, který by mohl zemi zpustošené občanskou válkou dodat společenskou a politickou soudržnost.
Do smrti bývalého císaře Go-Hanazona v roce 1471 byl Go-Cučimikado formálně hlavou Vnitřního paláce Dairi neboli císařova obydlí. Skutečnou moc u dvora však měl jeho otec coby takzvaný klášterní císař. Go-Cučimikado poté vládl dlouhých 29 let, až do své abdikace 21. srpna 1464, kdy byl opět uveden do praxe obvyklý model nepřímé vlády klášterního císaře.
Po skončení války Ónin roku 1477 nepanovalo v zemi přílišné nadšení pro oživování starobylých obřadů císařského dvora. Když 21. října 1500 zemřel císař Go-Cučimikado, neměl jeho nástupce princ Kacuhito, pozdější císař Go-Kašiwabara, dostatek finančních prostředků na zaplacení pohřebního obřadu, takže tělo zesnulého císaře muselo déle než měsíc ležet v palácovém skladišti, než dvůr obdržel dostatečně velký dar, aby mohl být uskutečněn patřičný pohřební obřad.
Císař Go-Cučimikado je spolu s dalšími 11 císaři pohřben v mauzoleu Fukakusa no kita no misasagi (深草北陵) v kjótské čtvrti Fušimi-ku.

## Rodina
Císařský princ Fusahito neboli císař Go-Cučimikado měl 4 manželky, s nimiž zplodil 12 dětí, 5 synů a 7 dcer. Jeho prvorozený syn, císařský princ Kacuhito (勝仁親王), se posléze stal císařem Go-Kašiwabarou.